# Manor (Saskatchewan)
Manor es un pueblo canadiense situado en la provincia de Saskatchewan.

## Superficie
Manor tiene una superficie de 2,58 km².

## Demografía
En 2021, tenía 305 habitantes, una densidad poblacional de 118,3 hab./km², y 165 viviendas.